# Dark Reflections
Dark Reflections est un roman de Samuel R. Delany, publié en 2007 par Carroll & Graf (en) d'Avalon Publishing Group. En 2008, il a reçoit un Stonewall Book Award et est nommé pour un prix Lambda Literary pour la fiction gay.

## Résumé
Dark Reflections retrace l'histoire d'Arnold Hawley, un poète gay afro-américain qui vit la plus grande partie de sa vie à New York. Le roman est divisé en trois parties, chacune illustrant une période différente de la vie d'Arnold, classée en une chronologie inversée. Dans la première partie, « The Prize », Hawley a entre 52 et 68 et un de ses livres de poésie remporte un prix. Cependant aucun de ses livres suivants ne répètent ce premier succès et il tombe encore plus dans la pauvreté. Dans la seconde partie, Vashti in the Dark (du nom d'une histoire de Stephen Crane), Hawley a la trentaine ; la section rapporte l'histoire de son bref mariage avec une femme sans abri. La troisième, The Book of Pictures se passe à l'époque où Hawley est à l'université et qu'il  est attiré par un autre homme homosexuel, mais qu'il n'agit pas selon son désir,

## Thèmes
Dark Reflections évoque les thèmes de la solitude, de la répression sexuelle, de la peur et de la vie difficile et souvent ingrate de l'écrivain et de l'artiste. Comme dans beaucoup d’autres œuvres de Delany, un écrivain constitue le personnage central du roman,.